# جام حذفی تهران ۱۳۵۳
جام حذفی فوتبال تهران ۱۳۵۳ یک دوره مسابقات فوتبال حذفی بود که در فصل ۱۳۵۳ در فوتبال تهران برگزار شد و با قهرمانی نفت و نائب قهرمانی برق پایان یافت.

## مسابقات
هیئت فوتبال تهران در فروردین ۱۳۵۳ یک دوره مسابقات حذفی با حضور ۱۴ تیم دسته اول و ۲ تیم از دسته دوم طراحی کرد. بانک بین‌المللی ایران و ژاپن اسپانسر مسابقات بود که قرار بود به ۲۲ بازیکن تیم قهرمان یک دفترچه پس‌انداز با موجودی ۶۰۰۰ ریال و به بازیکنان تیم نایب قهرمان یک دفترچه پس‌انداز با موجودی ۴۰۰۰ ریال به عنوان جایزه بدهد. همچنین به ۱۴ تیم دیگر مسابقات قرار بود بین ۴ تا ۶ توپ فوتبال از طرف بانک اهدا شود.

## نحوه برگزاری
بازی‌ها از روز ۶ اردیبهشت با حضور ۱۶ تیم تهرانی و البته بدون حضور تیم‌های بزرگ تهران که در جام تخت جمشید حضور داشتند آغاز شد. اسپانسر مسابقات بانک بین‌المللی ایران و ژاپن بود و به همین خاطر نام مسابقات جام بانک ایران و ژاپن بود. در مرحله اول ۸ بازی انجام شد و هشت تیم برنده در مرحله یک چهارم نهایی باهم دیدار کردند. تیم‌های آرارات، بوتان، برق و نفت به نیمه نهایی راه یافتند و در نهایت تیم‌های برق و نفت فینالیست شدند.

### مرحله یک‌هشتم نهایی
| ۶ اردیبهشت ۱۳۵۳ | اقبال                                                 | ۴–۳ | آمار                                | تهران           |
|                 | بهروز بهاریان ۲' · منوچهر طاهرخانی ۸' ۶۶' · مسلمی ۲۵' |     | پرویز دلاوری ۵۵' ۶۵' · رسول درز ۷۹' | ورزشگاه: امجدیه |

| ۶ اردیبهشت ۱۳۵۳ | نفت                                 | ۲–۰ | حمید | تهران           |
|                 | حمید مجدتیموری ۶۲' · عباس خلیلی ۷۲' |     |      | ورزشگاه: امجدیه |

| ۷ اردیبهشت ۱۳۵۳ | آرارات           | ۱–۰ | ایرانا | تهران           |
|                 | آرشاویر ملکی ۷۰' |     |        | ورزشگاه: امجدیه |

| ۸ اردیبهشت ۱۳۵۳ | شهباز                                                              | ۴–۲ | شهربانی                              | تهران           |
|                 | بهرام صلح کنان ۴۹' · محسن فیروز مهجوری ۷۲' ۱۱۸' · احمد درخشنده ۹۸' |     | اسماعیل کشیرانی ۵۵' · محمد جباری ۶۰' | ورزشگاه: امجدیه |

| ۸ اردیبهشت ۱۳۵۳ | دارایی                              | ۲–۰ | پیام | تهران           |
|                 | رمضان یانسری ۲۳' · فریدون لقمان ۲۵' |     |      | ورزشگاه: امجدیه |

| ۱۲ اردیبهشت ۱۳۵۳ | برق           | ۱–۰ | دخانیات | تهران           |
|                  | اکبر حقیقت ۵' |     |         | ورزشگاه: امجدیه |

| ۱۳ اردیبهشت ۱۳۵۳ | دژبان               | ۱–۰ | تهرانجوان | تهران           |
|                  | عبدالحسین عترتی ۸۰' |     |           | ورزشگاه: امجدیه |

| ۱۹ اردیبهشت ۱۳۵۳ | بوتان                 | ۲–۰ | افسر | تهران           |
|                  | آلبرت داویدلو ۱۲' ۸۰' |     |      | ورزشگاه: امجدیه |

### مرحله یک‌چهارم نهایی
| ۱۹ اردیبهشت ۱۳۵۳ | نفت                    | ۲–۰ | اقبال | تهران           |
|                  | مهرداد پارسا ۱۰۰' ۱۰۱' |     |       | ورزشگاه: امجدیه |

| ۲۴ اردیبهشت ۱۳۵۳ | شهباز              | ۲–۱ (۲-۱ پنالتی) | آرارات            | تهران                        |
|                  | محمود حفظی فرد ۹۰' |                  | زوان عنبرچیان ۲۱' | ورزشگاه: امجدیه تماشاگران: - |

| ۲۴ اردیبهشت ۱۳۵۳ | برق               | ۲–۱ (۳-۴ پنالتی) | دارایی         | تهران                        |
|                  | مرتضی میرمقدم ۱۲' |                  | علی رحمانی ۸۲' | ورزشگاه: امجدیه تماشاگران: - |

| ۲۶ اردیبهشت ۱۳۵۳ | بوتان                                                        | ۴–۳ | دژبان                                                        | تهران                        |
|                  | آلبرت داویدلو ۱۰' ۶۵' · محمد احراری ۳۳' · علیرضا میرشکار ۵۸' |     | محمدعلی ملک زاده ۲۰' · عبدالحسین عترتی ۱۵' · خسرو بهزادی ۵۴' | ورزشگاه: امجدیه تماشاگران: - |

### مرحله نیمه‌نهایی
| ۲۷ اردیبهشت ۱۳۵۳ | نفت                               | ۲–۱ | آرارات            | تهران           |
| ۱۹:۰۰            | علی مودت ۵۵' · حمید مجدتیموری ۶۶' |     | آریس میناسیان ۲۸' | ورزشگاه: امجدیه |

### فینال
فینال مسابقات در روز ۴ خرداد ۱۳۵۳ و قبل از دیدار پرسپولیس و تاج در امجدیه برگزار شد. دو تیم در وقت قانونی به تساوی بدون گل رسیدند و در وقت اضافه و دقیقه ۱۱۲، علی چینه‌چیان تک گل پیروزی بخش نفت را از روی یک ضربه کرنر وارد دروازه برق کرد و با همین گل تیم نفت برای اولین بار قهرمان شد.

## قهرمان
| قهرمان جام حذفی تهران ۱۳۵۳ |
| -------------------------- |
| نفت                        |
| اولین قهرمانی              |

اعضای تیم نفت:
داود پهلوانی، خسرو صلح کنان، فرهاد میرهادی، علیرضا چینه چیان، محسن اسماعیلی، مصطفی توکلی، حسن عضدی، رضا عباسی، محمد مایلی کهن، نبی مجدتیموری، مهرداد پارسا، محمد مودت، علی مودت، میر حمید مجدتیموری، سعید مهدی پور، اعلا بنی جمال، محمود دلیلی، عباس خلیلی
سرمربی: حمید شیرزادگان